# Earias latimargo
Earias latimargo är en fjärilsart som beskrevs av George Francis Hampson 1912. Earias latimargo ingår i släktet Earias och familjen trågspinnare. Inga underarter finns listade i Catalogue of Life.